# The Nakajima Hiroto Show 802 Radio Masters
A The Nakajima Hiroto Show 802 Radio Masters (ザ・ナカジマヒロトショー　エイトオーツーレディオマスターズ), gyakran 802 Radio Mastersnek rövidítve japán nyelvű rádióműsor, melyet Nakadzsima Hiroto vezet és az FM802 sugároz 2008. október 6-a óta. Nakadzsima 1998 és 2008 októbere között a Happy Fun Radio című műsort vezette ugyanezen adónál.

## Adásidő
A műsor hétfőtől csütörtökig 15:00-tól 18:50-ig van adásban.
|             | Hétfő                                             | Kedd                                   | Szerda                                 | Csütörtök                              |
| ----------- | ------------------------------------------------- | -------------------------------------- | -------------------------------------- | -------------------------------------- |
| 15:20-15:40 |                                                   |                                        |                                        | Kurazushi So Good Place                |
| 15:40       | Traffic Information                               | Traffic Information                    | Traffic Information                    | Traffic Information                    |
| 15:57       | Weather Information                               | Weather Information                    | Weather Information                    | Weather Information                    |
| 16:00       | A pontos idő bemondása                            | A pontos idő bemondása                 | A pontos idő bemondása                 | A pontos idő bemondása                 |
| 16:20-16:40 | Adire Legal Professional Corporation Close to You | Namba City Brand New Style             | Kidzania Koshien Happy Station         | Gekkeikan Bottoms Up!                  |
| 16:40       | Traffic Information                               | Traffic Information                    | Traffic Information                    | Traffic Information                    |
| 16:45       | Radio Shopper’s Navi (Nippon Chokuhan)            | Radio Shopper’s Navi (Nippon Chokuhan) | Radio Shopper’s Navi (Nippon Chokuhan) | Radio Shopper’s Navi (Nippon Chokuhan) |
| 17:00       | A pontos idő bemondása                            | A pontos idő bemondása                 | A pontos idő bemondása                 | A pontos idő bemondása                 |
| 17:57       | Weather Information                               | Weather Information                    | Weather Information                    | Weather Information                    |
| 17:58       | Traffic Information                               | Traffic Information                    | Traffic Information                    | Traffic Information                    |
| 18:00       | A pontos idő bemondása                            | A pontos idő bemondása                 | A pontos idő bemondása                 | A pontos idő bemondása                 |
| 18:32-18:37 | Pre-Pop                                           | Pre-Pop                                | Pre-Pop                                | Pre-Pop                                |
| 18:37       | Traffic Information                               | Traffic Information                    | Traffic Information                    | Traffic Information                    |
| 18:50       | Műsorzárás                                        | Műsorzárás                             | Műsorzárás                             | Műsorzárás                             |

### Műsorblokkjai
Close to You
Az Adire Legal Professional Corporation szponzorálja.
Happy Station
A Kidzania Koshien szponzorálja.
Pre-Pop
Feltörekvő zenészeket mutatnak be benne.

### Korábbi műsorblokkjai
Gap Music Gift
A Gap szponzorálta.
Coca-Cola Taste of Street
A Coca-Cola szponzorálta.
Home’s Space of Heart
A Home’s szponzorálta.
Kansai Denryoku Music Doctor
A Kansai Denryoku szponzorálta.
ToP to ToP Select Comfort
Csütörtökönként került adásba 16:20 és 16:40 között.
Future Trax
A Honda Motor szponzorálta.
Joyful Journey
Kumamon szponzorálta.